# Oboronia albicosta
Oboronia albicosta är en fjärilsart som beskrevs av M.Gaede 1916. Oboronia albicosta ingår i släktet Oboronia och familjen juvelvingar. Inga underarter finns listade i Catalogue of Life.